# Pearl Primus
Pearl Eileen Primus (Port of Spain, 29 novembre 1919 – New Rochelle, 29 ottobre 1994) è stata una ballerina, coreografa e antropologa statunitense. Primus ha svolto un ruolo importante nella presentazione della danza africana al pubblico americano. All'inizio della sua carriera vide la necessità di promuovere la danza africana come una forma d'arte degna di studio e rappresentazione. Il lavoro di Primus fu una reazione ai miti della barbarie e alla mancanza di conoscenza degli africani. Fu uno sforzo per guidare il mondo occidentale a vedere la danza africana come un'affermazione importante e dignitosa di un altro modo di vivere.

## Biografia

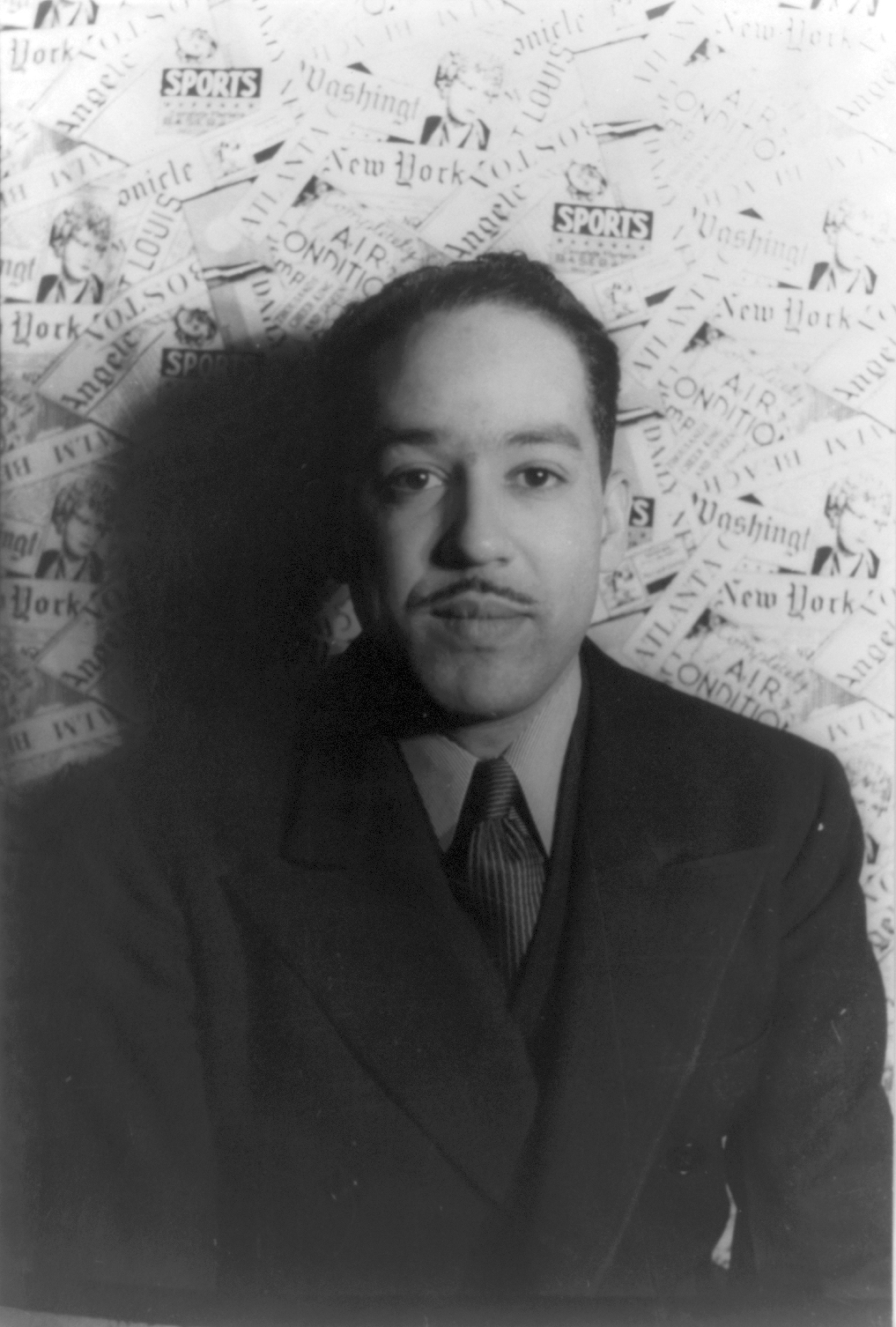
Primus ha coreografato The Negro Speaks of Rivers di Langston Hughes (qui, fotografato da Carl Van Vechten nel 1936)

Nata a Port of Spain, Trinidad, Pearl Primus aveva due anni quando si trasferì con i suoi genitori, Edward Primus ed Emily Jackson, a New York City nel 1921. Nel 1940 Primus entrò all'Hunter College come studente laureando in biologia e, mentre cercava lavoro, entrò a far parte del gruppo National Youth Administration come sostituta, iniziando così la sua prima esperienza teatrale. Migliorò rapidamente le sue capacità e, nel giro di un anno, vinse una borsa di studio del New Dance Group, una scuola di sinistra e una compagnia di spettacoli situata nel Lower East Side di New York City.
Primus iniziò a fare ricerche sulla danza africana consultando libri, articoli, fotografie e musei. Dopo sei mesi aveva completato la sua prima composizione, African Ceremonial. Fu presentata insieme a Strange Fruit, Rock Daniel e Hard Time Blues, alla sua prima esibizione il 14 febbraio 1943, allo YMHA nella 92ª Strada. La sua esibizione fu così eccezionale che John Martin del New York Times affermò che "aveva diritto a una compagnia tutta sua".

Le sue successive esibizioni iniziarono nell'aprile del 1943, come intrattenitrice presso il famoso night club Cafe Society Downtown, per 10 mesi. Nel giugno del 1943 Primus suonò al Negro Freedom Rally al Madison Square Garden davanti a un pubblico di 20.000 persone. Primus coreografò anche un'opera per il famoso poema di Langston Hughes The Negro Speaks of Rivers, che fu eseguito al suo debutto a Broadway il 4 ottobre 1944, al Bealson Theatre. Iniziò quindi a studiare in modo più determinato presso il New Dance Group e diventò uno dei loro istruttori. Nell'estate del 1944 Primus visitò il profondo sud per studiare la cultura e le danze dei neri del sud. Visitò oltre settanta chiese e raccolse il cotone con i mezzadri.

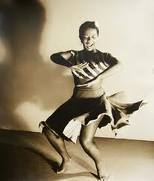
Pearl Primus esegue Rock Daniel nel 1944

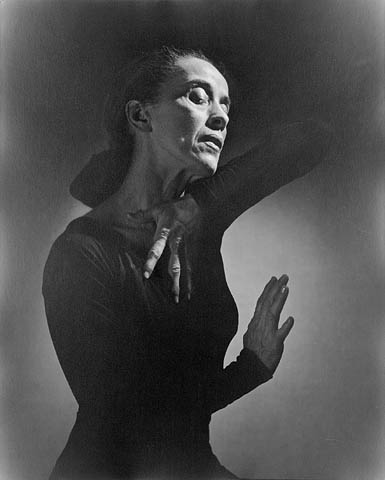
Primus studiò sotto Martha Graham (qui, fotografata da Yousuf Karsh nel 1948)

Primus studiò danza con Martha Graham, Charles Weidman, Ismay Andrews e Asadata Dafora. L'influenza di Dafora su Primus è stata assolutamente ignorata dagli storici e non menzionata da Primus. Tuttavia, Marcia Ethel Heard nota che Dafora instillò un senso di orgoglio africano nei suoi studenti e asserisce che egli insegnò a Primus la cultura e la danza africana. Dafora diede inizio ad un movimento di orgoglio culturale africano che fornì a Primus collaboratori e stimolò l'interesse pubblico per il suo lavoro. Nel dicembre del 1943 Primus apparve nel Festival di danza africana di Dafora alla Carnegie Hall davanti ad Eleanor Roosevelt e Mary McLeod Bethune.
Nel dicembre del 1943 Primus, che era principalmente un'artista solista, ingaggiò altri ballerini e si esibì in concerti al Roxy Theatre. African Ceremonial fu ri-coreografato per uno spettacolo di gruppo. A quel tempo la coreografia africana di Primus poteva essere definita interpretativa, basata sulla ricerca e sulla sua immaginazione del modo in cui un pezzo di scultura africana si muoveva.

Nel 1945 creò Strange Fruit (1945), basato sul poema di Lewis Allan su un linciaggio. Hard Time Blues (1945) è basato su una canzone sui mezzadri del cantante folk Josh White. Nel 1946 Primus fu invitata ad apparire nel revival della produzione di Broadway di Showboat, coreografata da Helen Tamiris. Poi le fu chiesto di coreografare una produzione di Broadway chiamata Calypso il cui titolo divenne Caribbean Carnival. Apparve anche al Chicago Theatre nel revival del 1947 di Emperor Jones nel ruolo di "Witch Doctor" reso famoso da Hemsley Winfield.

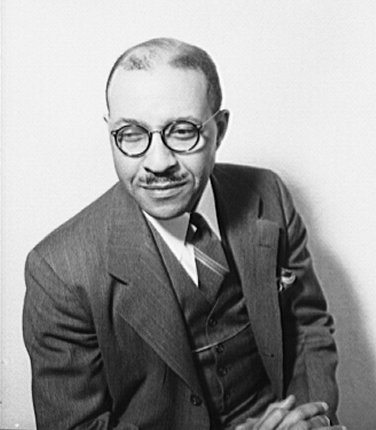
Charles S. Johnson ha finanziato la ricerca di Primus sulla danza in Africa

A seguito di questo spettacolo e di numerosi recital successivi, Primus girò la nazione con una compagnia da lei costituita. Mentre si trovava nel circuito universitario e dei college, Primus si esibì alla Fisk University nel 1948, dove il Dr. Charles S. Johnson, membro del consiglio di amministrazione della Rosenwald Foundation, era presidente. Fu così impressionato dal potere interpretativo delle sue danze africane che le chiese quando aveva visitato l'Africa per l'ultima volta. Lei rispose che non l'aveva mai fatto. In seguito ricevette l'ultima e più grande ($ 4000) delle maggiori borse di studio di Rosenwald per un tour di 18 mesi di ricerca e studio sulla Costa d'Oro, Angola, Camerun, Liberia, Senegal e Congo belga. Il 5 dicembre 1948, Pearl Primus concluse un contratto di successo al nightclub Café Society di New York prima di partire per l'Africa.
Primus fu accettata così bene nelle comunità durante il suo viaggio di studio, che le fu detto che lo spirito ancestrale di un ballerino africano si era manifestato in lei. L'Oba e la gente di Ife, in Nigeria, sentivano che lei era così tanto parte della loro comunità che la iniziarono nella loro comunità e le conferirono affettuosamente il titolo "Omowale" - il bambino che è tornato a casa. Pearl basò la sua danza anche sulle vite americane e indiane/africane. Ancora desiderosa di approfondire le sue conoscenze accademiche, Primus conseguì il dottorato in antropologia presso l'Università di New York nel 1978. Nel 1979 lei e suo marito fondarono il Pearl Primus "Dance Language Institute" a New Rochelle, New York, dove presentarono classi che mescolavano Forme di danza americane, caraibiche e africane con tecniche moderne di danza e balletto. Il loro gruppo di spettacolo si chiamava "Earth Theatre".
Come artista/educatore, Primus insegnò in diverse università durante la sua carriera, tra cui la NYU, l'Hunter College, la State University of New York presso Purchase, il College of New Rochelle, lo Iona College, la State University di New York a Buffalo, l'Università Howard, il consorzio Five College nel Massachusetts. Ha anche insegnato alla New Rochelle High School, assistendo con presentazioni culturali. Come antropologa diresse progetti culturali in Europa, Africa e America per organizzazioni come la Ford Foundation, l'US Office of Education, la New York University, l'Universalist Unitarian Service Committee, la Julius Rosenwald Foundation, l'Office of Education dello Stato di New York e il Council per le arti a Westchester.

## Vita privata e morte
Primus sposò il ballerino e coreografo Percival Borde nel 1954 e iniziò una collaborazione che si concluse solo con la sua morte nel 1979. Nel 1959, l'anno in cui Primus ricevette un Master in educazione alla New York University, viaggiò in Liberia, dove lavorò con la Compagnia di danza nazionale locale per creare Fanga, un'interpretazione di una tradizionale invocazione liberiana alla terra e al cielo.
Primus credeva nella ricerca del suono. La sua meticolosa ricerca in biblioteche e musei e il suo uso di materiali viventi la resero una studiosa di danza. Pearl Primus si concentrava su questioni come l'oppressione, il pregiudizio razziale e la violenza. I suoi sforzi furono anche sovvenzionati dal governo degli Stati Uniti che incoraggiava gli sforzi artistici afroamericani.
Morì di diabete nella sua casa di New Rochelle, New York, il 29 ottobre 1994.

## Eredità

### Pioniera della danza africana negli Stati Uniti
Il soggiorno di Primus nell'Africa occidentale si rivelò inestimabile per gli studenti di danza africana. Imparò di più sulla danza africana, sulla sua funzione e sul suo significato rispetto a qualsiasi altro americano prima di lei. Era in grado di codificare i dettagli tecnici di molte delle danze africane attraverso il sistema di notazione che aveva sviluppato ed era anche in grado di vedere e salvare alcune "gemme ancora esistenti di danze prima che svanissero nella decadenza generale". Fu altruista nel condividere le conoscenze che aveva acquisito con gli altri.
Il significato della ricerca e della coreografia africana di Primus risiede nella sua presentazione di una storia di danza che abbraccia l'unità etnica, l'istituzione di un fondamento articolato, per influenzare i futuri professionisti della danza africana, la presentazione delle forme di danza africana in un'espressione disciplinata e l'arricchimento del teatro americano attraverso lo spettacolo della danza africana.
Inoltre Primus e il defunto Percival Borde, suo marito e partner, condussero una ricerca con il Liberian Konama Kende Performing Arts Center per creare un centro per le arti dello spettacolo e per organizzare e dirigere spettacoli di danza in diverse contee durante il periodo, grazie ad una sovvenzione della Rebekah Harkness Foundation. dal 1959 al 1962. Primus e Borde insegnarono agli artisti di danza africana come rendere le loro danze indigene teatralmente divertenti e accettabili per il mondo occidentale e organizzarono anche progetti tra paesi africani come Senegal, Gambia, Guinea e il governo degli Stati Uniti per portare le compagnie turistiche in questi paesi.

### Approccio coreografico e stile
L'approccio di Primus allo sviluppo di un linguaggio del movimento e alla creazione di opere di danza è parallelo a quello di Graham, Holm, Weidman, Agnes de Mille e altri considerati pionieri della danza moderna americana. Questi artisti hanno cercato la letteratura, hanno usato la musica di compositori contemporanei, hanno esaltato le particolarità regionali e hanno guardato a vari gruppi etnici per potenziali fonti di materiale creativo. Primus, tuttavia, trovò il suo impulso creativo nel patrimonio culturale dell'Africano americano. Fondendo spiritual, jazz e blues e accoppiando queste forme musicali con le opere di alfabetizzazione degli scrittori neri, l'espressione coreografica di Primus, sebbene forte, risuonò principalmente per le persone di colore sulle cui esperienze erano basate le sue opere. Il suo stile, i suoi temi e il suo tipo di fisico hanno promosso la danza moderna tra gli afroamericani. La forte convinzione di Primus che il ricco materiale coreografico giaceva in abbondanza nelle esperienze radicali di un popolo fu ripresa ed echeggiata nel ritmo e nei temi di Alvin Ailey, Donald McKayle, Talley Beatty, Dianne McIntyre, Elo Pomare e altri.

## Riconoscimento
Nel 1991 il presidente George H. W. Bush onorò Primus con la National Medal of Arts. Ricevette numerosi altri riconoscimenti, tra cui: The cherished Liberian Government Decoration, "Star of Africa", la Pergamena d'onore del Consiglio nazionale delle donne negre, l'iscrizione al Phi Beta Kappa, un dottorato ad honorem allo Spelman College, la prima Cattedra Balasaraswati/Joy Ann Dewey Beinecke per Insegnamenti illustri all'American Dance Festival, il premio per la cultura nazionale della Federazione degli insegnanti di lingue straniere dello Stato di New York, l'Encomio della Conferenza della Casa Bianca su bambini e giovani.